# East Walton
 (juillet 2023).
Pour les articles homonymes, voir Walton.
East Walton est une paroisse civile et un village du Norfolk, en Angleterre.